# 哈爾格倫山
73°23′S 3°22′W / 73.383°S 3.367°W
哈爾格倫山是南極洲的山峰，位於東部南極洲的毛德皇后地，屬於基爾萬海崖的一部分，該山峰以探險隊的攝影師命名，現時受南極條約體系管理。